# Prosthechea macrothyrsodes
Prosthechea macrothyrsodes är en orkidéart som först beskrevs av Heinrich Gustav Reichenbach, och fick sitt nu gällande namn av Eric Alston Christenson. Prosthechea macrothyrsodes ingår i släktet Prosthechea och familjen orkidéer.
Artens utbredningsområde är Colombia. Inga underarter finns listade i Catalogue of Life.